# 秘術
秘術（ひじゅつ、英語: Thaumaturgy）は、魔法を使って物質世界に変化をもたらす実践的な技術である。
歴史的に秘術は自然の力を操ったり、奇跡を起こしたり、深い知識や儀式を通じて神秘的な現象を生み出したりすることと結びついてきた。神通とは異なり、秘術は解明されない神秘的な原理を基にしており、具体的に観察することが可能で、その目的は特定の結果を生み出すことである。そのため、英語では 「wonderworking」（奇跡を引き起こす活動） と呼ばれることもある。
この概念は古代の魔法の伝統に由来し、現代の西洋神秘主義にも取り入れられている。秘術を実践する者は、様々な方法を用いて物質世界に影響を与えようと試みる。特に、実用的な側面を重視する魔法体系の中で重要な役割を果たしてきた。
現代においても、魔法術は神秘学の重要なテーマの一つとして研究・実践されている。その原理は、錬金術やヘルメス主義といったほかの秘教的な学問と組み合わされることが多く、自然や超自然の力をより深く理解し、制御するために応用されている。
アイザック・ボネヴィッツ（Isaac Bonewits）は、1971年の著書『Real Magic (真の魔法)』で、秘術を「魔法のように見えるが、実は科学や物理学に基づくもの」と定義している。魔法術を行う者は「秘術」「奇術師」「奇跡の使い」「奇跡創造者」などと呼ばれる。　　